# Quercus auricoma
Quercus auricoma — вид рослин з родини Букові (Fagaceae); поширений у Китаї, Таїланді, В'єтнамі.

## Опис
Пагони запушені. Листки 5.5–7 × 2–2.7 см, еліптичні, верхівка округла, основа ослаблена; зверху зелені й голі; знизу сірувато-зелені; ніжка листка довжиною 0.7–1 см. Жолудь яйцюватий, поодинокий; чашечка жолудя діаметром 1–1.2 см, зовні золотисто запушена; ніжка жолудя 1.5 см.

## Середовище проживання
Поширення: південно-східний Китай, Таїланд, В'єтнам.